# Pungoica
Pungoica is een geslacht van hooiwagens uit de familie Trionyxellidae.
De wetenschappelijke naam Pungoica is voor het eerst geldig gepubliceerd door Roewer in 1914. 

## Soorten
Pungoica omvat de volgende 2 soorten:
- Pungoica bifurcata
- Pungoica simoni